# The King's Face
The King's Face (hangul: 왕의 얼굴; rr: Wang-ui Eolgul) é uma série de televisão sul-coreana estrelada por Seo In-guk, Jo Yoon-hee, Lee Sung-jae, Kim Gyu-ri e Shin Sung-rok. Foi ao ar pela KBS2 de 19 de novembro de 2014 à 5 de fevereiro de 2015 às quartas e quintas-feiras às 21:55 em 23 episódios.

## Enredo
Gwanghae, o filho de uma concubina, torna-se o príncipe herdeiro de Joseon. Por volta dos 16 anos, o príncipe ilegítimo vive por tempos turbulentos, suportando ameaças de morte e possível destronamento. Gwanghae tem uma relação conflituosa com o pai, o Rei Seonjo, e os dois eventualmente tornam-se rivais na política e no amor. Usando a fisionomia como uma arma e meios para ganhar poder, Gwanghae pede a um adivinho de leitura de rosto para ajudá-lo a se tornar o próximo rei.

## Elenco
- Seo In-guk como Príncipe Gwanghae
- Jo Yoon-hee como Kim Ga-hee
- Lee Sung-jae como Rei Seonjo
- Kim Gyu-ri como Gwi-in Kim
- Shin Sung-rok como Kim Do-chi
- Im Ji-eun como Queen Uiin
- Kim Hee-jung como Ja-bin Seo
- Park Joo-hyung como Prince Imhae
- Yoon Bong-gil como Im Young-shin
- Jo Won-hee como Kim Du-seo
- Kim Hyun-sook como Lady Park
- Ahn Suk-hwan como Yi San-hae
- Song Min-hyung como Yoo Seung
- Lee Chung como Yoo Ja-shin
- Kim Bang-won como Kang Jin-yeol
- Ji Seo-yoon como Hong Sook-yong
- Won Deok-hyun como Príncipe Sinseong
- Park Joon-mok como Príncipe Jeongwon jovem
- Seo Hyunseok as Prince Jeongwon
- Joo Jin-mo como Jeong Cheol
- Lee Byung-joon como Kim Gong-ryang
- Min Song-ah como Dama da Corte Park
- Lee Soon-jae como Baek Kyung
- Kim Myung-gon como Eunuch Song
- Lee Ki-young as Go San
- Choi Cheol-ho como Jeong Yeo-rip
- Yoon Jin-ho como Seo Yong
- Lee Sang-in como Jin Young
- Im Soo-hyun como Song Wol
- Park Jae-min como Bong Du
- Choi Kang-won como Oh Gil
- Jung Moon-yup como Sam Gil
- Oh Eun-ho como Dama da Corte Oh
- Go In-beom como Jang Soo-tae
- Baek Jae-jin como Mu Cheol
- Yoon Bit-na como Kyung San
- Kim Yeol como Kap-yi
- Kim Seo-jung como Yeon-joo

## Prêmios e indicações
| Ano  | Prêmio                | Categoria                                           | Beneficiário  | Resultado |
| ---- | --------------------- | --------------------------------------------------- | ------------- | --------- |
| 2014 | 2014 KBS Drama Awards | Prêmio de Excelência, Actor in a Mid-length Drama   | Seo In-guk    | Indicado  |
| 2014 | 2014 KBS Drama Awards | Prêmio de Excelência, Actress in a Mid-length Drama | Jo Yoon-hee   | Indicado  |
| 2014 | 2014 KBS Drama Awards | Melhor Ator Coadjuvante                             | Shin Sung-rok | Venceu    |
| 2014 | 2014 KBS Drama Awards | Melhor Novo Ator                                    | Seo In-guk    | Venceu    |

## Controvérsia de plágio
Em 25 de agosto de 2014, Jupiter Film, a empresa de produção do filme de 2013 The Face Reader, apresentou uma liminar em um tribunal por violação de direitos autorais e concorrência desleal contra a KBS, alegando que a rede não tem permissão para exibir o seu remake não autorizado. De acordo com a Jupiter Film, eles possuem os direitos sobre o roteiro original de The Face Reader com uma cláusula de "uma fonte de multiuso", com o propósito expresso de produzir um filme, uma série de livros, e uma série de televisão baseada na história sobre um adivinho de leitura de rosto que se vê envolvido em uma batalha política para o trono. O filme vendeu 9 milhões de ingressos em 2013, e dois livros da série (backstories para os personagens do filme) foram liberados até agora. Jupiter Film disse que se aproximou da mídia da KBS em 2012 para a adaptação do drama de TV de 24 episódios The Face Reader e entregou os scripts e contornos, e mencionou o roteirista de War of Money Lee Hyang-hee como um bom candidato para escrever o remake. Mas a KBS e a Jupiter Film não poderiam concordar com os termos e as negociações fracassaram. A Jupiter Film alegou que após KBS desistir do negócio, este último teve a ideia e fez sua própria versão, inclusive contrataram o roteirista que tinha sugerido.
KBS por sua vez, emitiu a seguinte declaração: "The King's Face é um drama totalmente diferente em pessoas, era, e cenário, com diferentes enredos e estrutura de conflito, e modo de expressão de The Face Reader." Enquanto aguardavam a decisão final do tribunal, a KBS decidiu ir em frente com a produção e fizeram anúncios do elenco. A decisão do tribunal saiu em novembro de 2014 e foi a favor da KBS, afirmando que não houve plágio envolvido.